# Haplogonaria macrobursalia
Haplogonaria macrobursalia är en plattmaskart som beskrevs av Jürgen Dörjes 1968. Haplogonaria macrobursalia ingår i släktet Haplogonaria och familjen Haploposthiidae. Inga underarter finns listade i Catalogue of Life.